# Купер, Майкл (фотограф)
Майкл Купер (англ. Michael Cooper; 1941—1973) — британский фотограф, сотрудничавший с ведущими рок-музыкантами 1960-х и начала 1970-х годов. Прославился многочисленными фотографиями группы The Rolling Stones, сделанными им в период с 1963 по 1973 год.
Самой известной работой Купера является фотография для обложки альбома Sgt. Pepper’s Lonely Hearts Club Band группы The Beatles. Кукла «маленькой девочки» в футболке с надписью «Welcome the Rolling Stones, Good Guys» (на самом деле являлась тканевой фигуркой актрисы Ширли Темпл), расположенная в крайнем правом углу фотографии, была игрушкой маленького сына Купера Адама, рожденного от модели Роуз Купер, его музы. Купер также является автором голографической обложки для пластинки The Rolling Stones Their Satanic Majesties Request (1967).

## Биография
В 1964 году Купер познакомился с лондонским арт-дилером Робертом Фрейзером, который свёл его с ведущими деятелями музыки, искусства и литературы того времени, включая The Beatles, The Rolling Stones (рок-группу, с которой он наиболее тесно сотрудничал), Марианну Фейтфулл, Эрика Клэптона, Сесила Битона, Энди Уорхола, Джэнн Хаворт, Стивена Шора, Питера Блейка и Дэвида Хокни, а также Уильяма С. Берроуза, Жана Жене, Терри Саузерна и Аллена Гинзберга.
12 февраля 1967 года Купер был одним из гостей печально известной вечеринки Кита Ричардса (проходившей в его особняке «Редлендс» в Сассексе), куда поздно вечером нагрянула полиция. После обысков Ричардсу, Мику Джаггеру и Роберту Фрейзеру были предъявлены обвинения в хранении наркотиков.
В 1967 году Купер подарил Терри Саузерну книгу «Заводной апельсин» Энтони Бёрджесса, и они вместе начали работать над первой экранизацией романа, которую Купер намеревался снять в качестве режиссёра. Главную роль, Алекса, должен был сыграть Мик Джаггер, а другие музыканты The Rolling Stones — остальных членов его банды. Однако, в итоге проект был отложен и Саузерн позже порекомендовал книгу своему другу Стэнли Кубрику после того, как запланированный Кубриком фильм о Наполеоне был отклонен киностудией MGM.

В 1973 году Купер покончил жизнь самоубийством, из-за депрессии и героиновой зависимости. Ему был 31 год. В предсмертной записке, адресованной своему сыну Адаму, Купер написал: 
Не верь властьимущим, когда они скажут, что я покончил с собой из-за нарушенного душевного равновесия. Я просто живу в беспокойном мире, и, как говорится в старом стихотворении, «я слышу звук другого барабана».... Я принадлежу к тому поколению, которое вы назовёте «Половинчатым». Поколению, которое кое-что изменило, но которому пришлось пережить слишком много других перемен, на которые они не могли повлиять, так что некоторые из нас были обречены остаться на обочине. Я один из них.
В 1990 году был опубликован сборник работ Купера «Blinds and Shutters», под редакцией Брайана Ройланса. В сентябре 2003 года в Лондоне прошла ретроспективная выставка его фотографий, под тем же названием. Фотографии Купера также представлены в книгах «Michael Cooper: You Are Here — The London Sixties» (под редакцией Робина Мьюира) и «The Early Stones» (под редакцией Перри Ричардсона).